# Černý vrch (Jizerské hory)
Černý vrch (německy Iser Schwarzer Berg) je hora nacházející se v Jizerských horách, v okrsku Soušská hornatina, jejíž je nejvyšším vrcholem. Leží asi 2 km severozápadně od osady Jizerka a přibližně 2 km jihovýchodně od turistické chaty Smědava, v katastrálním území Jizerka obce Kořenov. Vrch je součástí Vlašského hřebene, který jím začíná a dále pokračuje jihovýchodním směrem.
S výškou 1029 m n. m. patří mezi nižší jizerskohorské tisícovky, ale přitom je čtvrtý nejprominentnější, protože ho od mateřské Jizery odděluje výrazné, 142 metrů hluboké sedlo.

## Přístup
Na vrchol nevede značená turistická cesta. Je však přístupný pěšinami odbočujícími z lesních cest v okolí Černého vrchu – buď z Promenádní cesty na severovýchodě nebo z Jezdecké cesty na jihozápadě.

## Vrchol
Na vrcholu se nachází skalní útvar Čertův kámen, kde je umístěna v pouzdře vrcholová kniha již z roku 1968. Na Čertův kámen vede několik horolezeckých cest (např. Cesta pod slaněním, klas. V. UIAA nebo Varianta JV spáry, klas. V. UIAA).